# Cristóbal Game
Cristóbal Emilio Game Jiménez (Chile, 9 de julio de 2002), más conocido como Cristóbal Game, es un jugador profesional chileno de rugby que se desempeña en la posición de wing derecho en Selknam Rugby, equipo perteneciente a la liga Super Rugby Américas.

## Carrera
Game comenzó su carrera deportiva con el equipo Old Johns. En 2022 se unió a Selknam Rugby, donde lleva jugando dos temporadas. También es parte de la Selección de rugby de Chile.